# Mynämäki

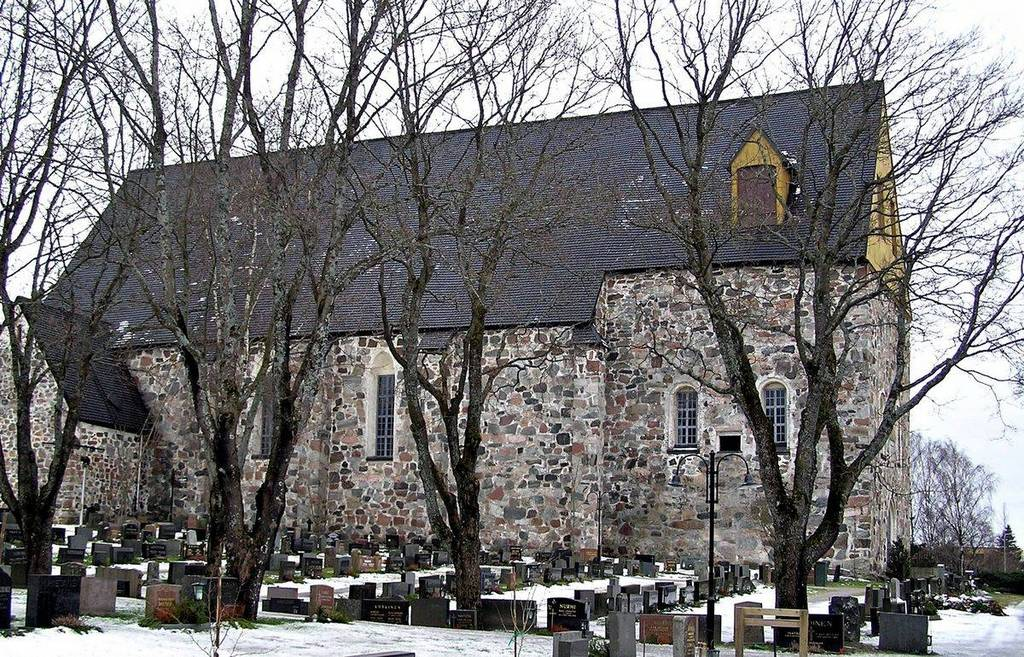
Die mittelalterliche Sankt-Laurentius-Kirche von Mynämäki

Mynämäki [ˈmynæmæki] (schwedisch: Virmo) ist eine Gemeinde in Südwestfinnland mit 7539 Einwohnern (Stand 31. Dezember 2022). Sie liegt in der Landschaft Varsinais-Suomi 30 Kilometer nordwestlich von Turku. Im Südwesten seines Gemeindegebiets grenzt Mynämäki an die Ostseebucht Mietoistenlahti. Die Gemeinde ist einsprachig finnischsprachig.

## Geschichte
Die erste urkundliche Erwähnung von Virmo (so der schwedische Name von Mynämäki) stammt aus dem Jahr 1309. Die zwischen 1425 und 1440 errichtete Sankt-Laurentius-Kirche von Mynämäki ist nach dem Dom von Turku die zweitgrößte mittelalterliche Kirche Finnlands. 1977 wurde Mynämäki mit der Gemeinde Karjala zusammengeschlossen. 2007 vereinigten sich die Gemeinden Mynämäki und Mietoinen. Die neue Gemeinde hat den Namen Mynämäki und trägt das alte Wappen von Mietoinen.

## Ortsteile
Die Gemeinde hat drei Siedlungszentren, die Kirchdörfer von Mynämäki und Mietoinen sowie Pyhe. Außerdem gehören zu Mynämäki die Dörfer Aakula, Aarlahti, Antikkala, Asema, Haapainen, Haijainen, Haloila, Halso, Hämäläinen, Harainen, Heikkilä, Hiippavuori, Hiivala, Huoli, Hurula, Ihalainen, Jutila, Juva, Kaivattula, Kälälä, Karhula, Karjakoski, Kasurla, Katavainen, Kattelus, Kaukurla, Kaulakko, Kauvainen, Keijainen, Kintikkala, Kivikylä, Kivivuori, Koivisto, Korvensuu, Kukola, Kumiruona, Kuneinen, Kurina, Kuuskorpi, Laavainen, Lankkinen, Laukola, Leinakkala, Lemmettylä, Lepistö, Liuskallio, Majalainen, Maunula, Maununen, Mielismäki, Munnuinen, Munttinen, Mustila, Myllykylä, Mäenkylä, Nakkila, Neuvoinen, Nihattula, Nihdeinen, Nukkila, Nummi, Nuuskala, Orkovakkinen, Pahikkala, Palokylä, Palolainen, Parsila, Pellilä, Perpoinen, Pursila, Pursinen, Pyhäranta, Rahkola, Raimela, Rantavakkinen, Rauvola, Runoinen, Ruonkallio, Ruotsinmäki, Ruutila, Seppälä, Soukko, Sunila, Suorsala, Tammisto, Tapaninen, Tarvainen, Tavastila, Telkinmäki, Tervoinen, Tiirola, Tiuvainen, Tursunperä, Uhlu, Vähäkylä, Valaskallio, Vallainen, Värräinen und Vihtamäki.

## Gemeindepartnerschaft
- Pratovecchio Stia, Toskana, Italien

## Persönlichkeiten
In Mynämäki wurde der Professor und Bischof Daniel Juslenius (1676–1752) sowie die Orientierungsläuferin Eija Koskivaara (* 1965) geboren.
- Augustin Ehrensvärd (1710–1772), Graf, Feldmarschall und Künstler, starb in Mynämäki
- Johan Gadolin (1760–1852), Chemiker, starb in Mynämäki